# Siedliska (przystanek kolejowy)
Siedliska – przystanek osobowy w miejscowości Siedliska w gminie Wydminy, w powiecie giżyckim, w województwie warmińsko-mazurskim, w Polsce.

## Ruch pasażerski
| Rok  | Wymiana pasażerska na dobę |
| ---- | -------------------------- |
| 2017 | 10-19                      |
| 2022 | 10-19                      |